# Monte Licabeto

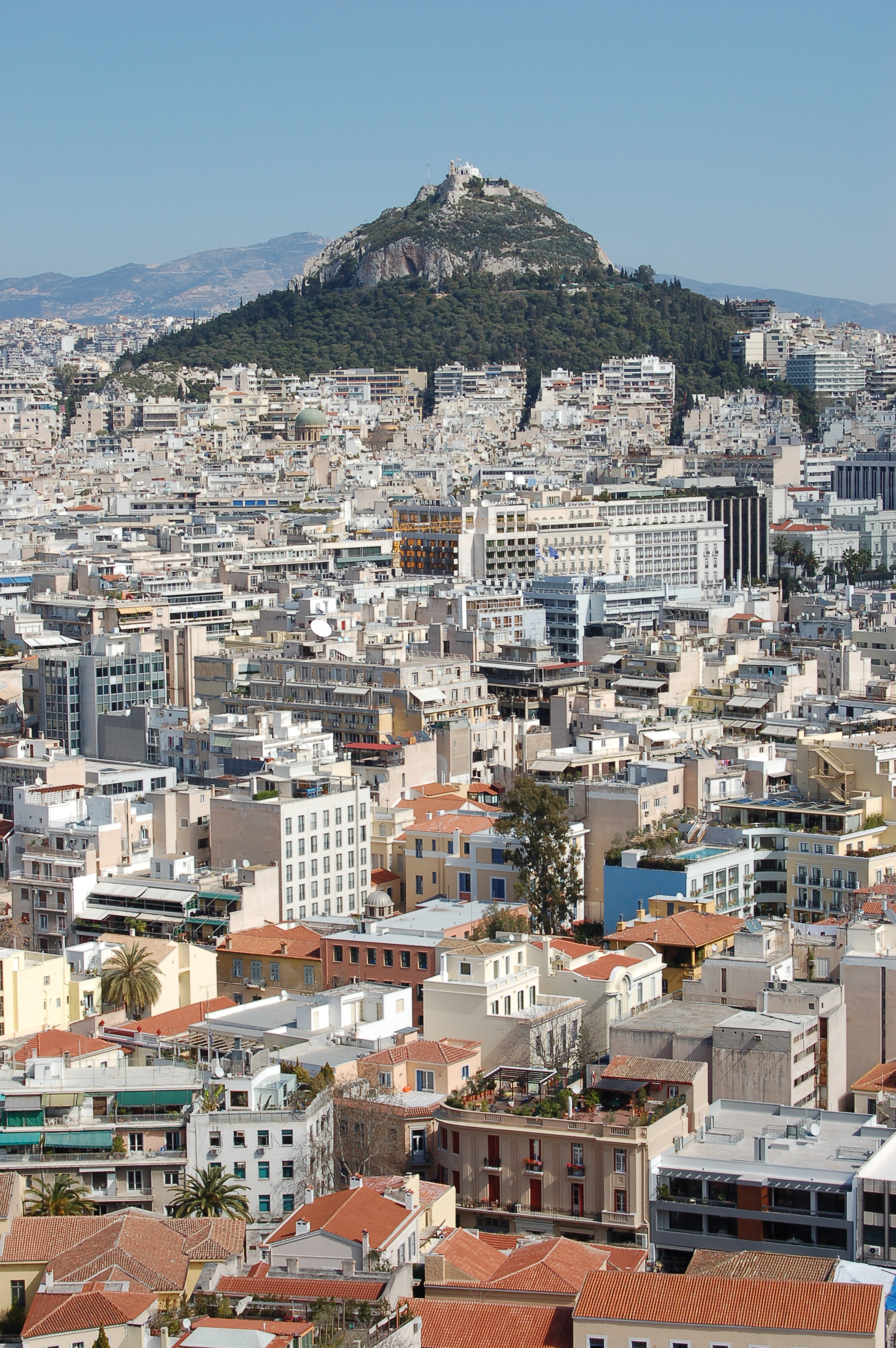
El monte Licabeto.

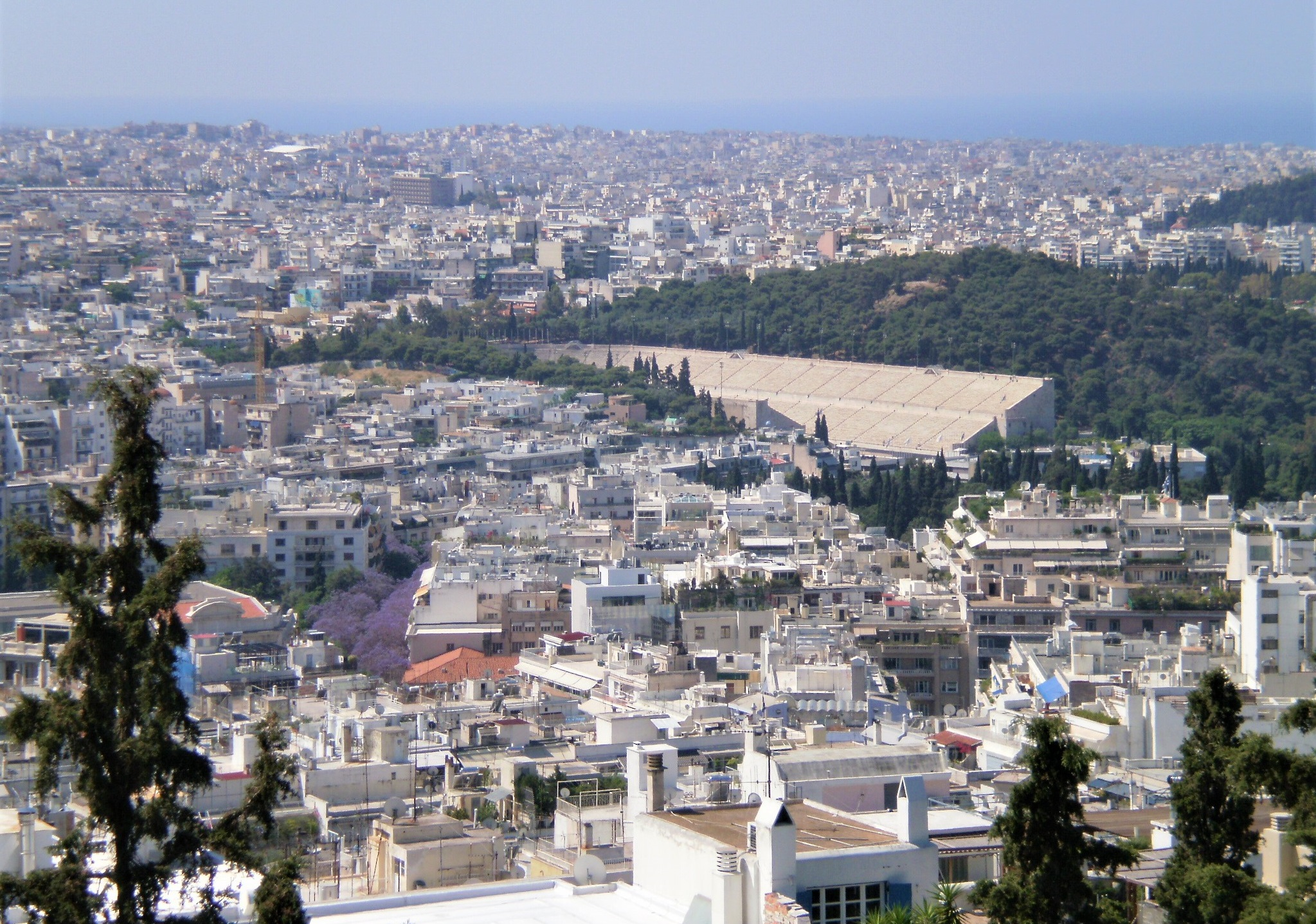
Estadio Olímpico Kallimarmaro, visto desde el monte Licabeto.

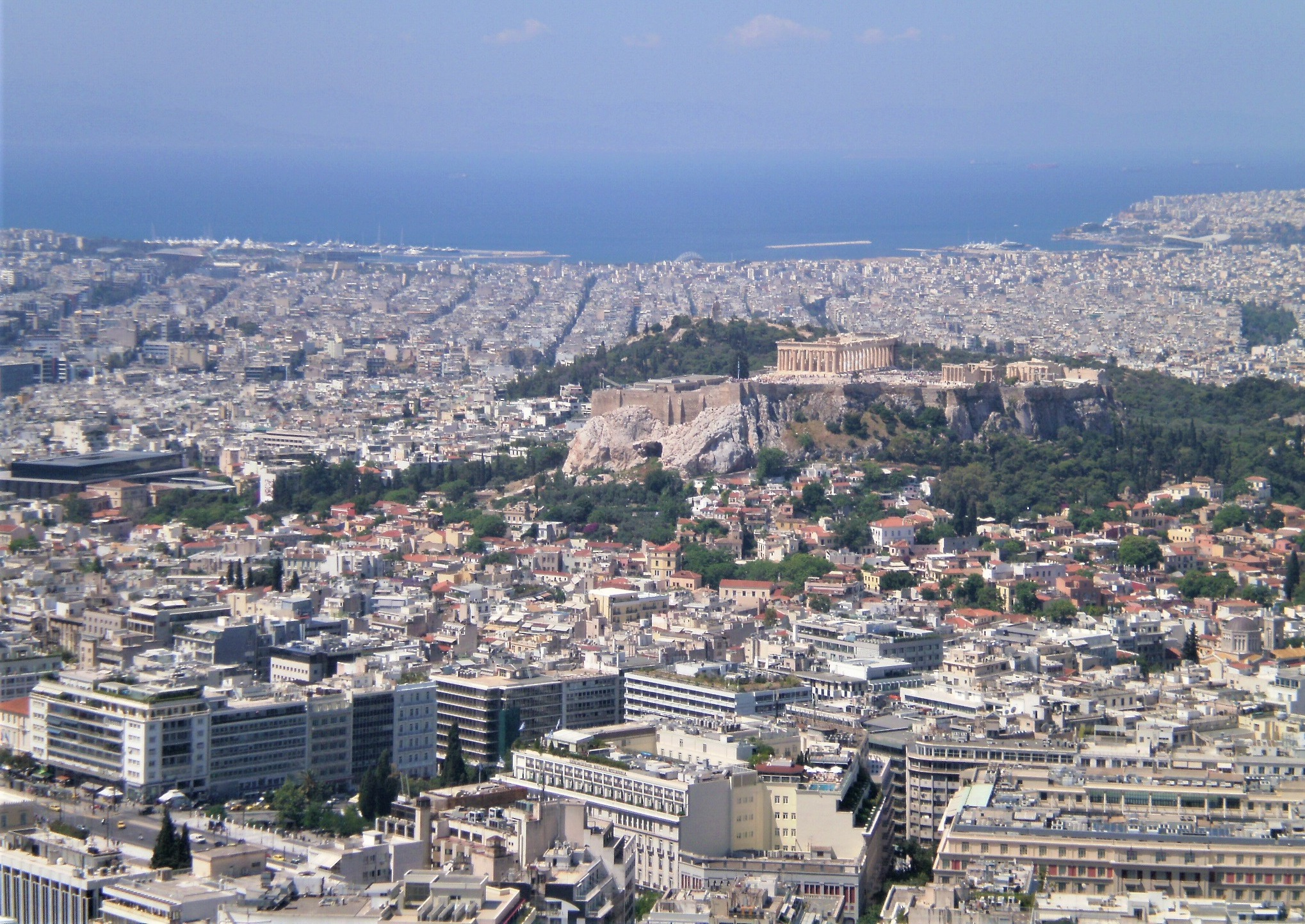
La Acrópolis de Atenas y el mar Egeo, vistos desde el monte Licabeto.

El monte Licabeto (en griego Λυκαβηττός, "Lykavittós") está situado en la ciudad de Atenas, Grecia y su cumbre está a 227 metros de altitud. 
Las mejores vistas de la ciudad y su Acrópolis se obtienen desde este monte. Si la contaminación lo permite, pueden verse las islas de Salamina y Egina y la cuenca del Ática. A la cumbre del Licabeto se puede acceder por el funicular de Aristipou, construido en 1960 y remodelado en 2002, sale al final de la calle Plutarchou y en verano está abierto pasada la medianoche, muestra de su popularidad entre locales y visitantes.
En la ladera opuesta a Kolonaki, el moderno teatro de Lykavittós al aire libre ofrece los conciertos más multitudinarios de Atenas, tanto de música y danza clásica como de rock. Cada verano (junio-septiembre), el teatro, construido en 1965 y situado junto a la iglesia de Agios Georgios (San Jorge) acoge el festival Lykavittós, con importantes músicos de todo el mundo, entre los que se han presentado Pet Shop Boys, Deep Purple, Bob Dylan, Phillip Glass y B. B.King; las actuaciones tienen al fondo el paisaje de Atenas.
Licabeto aparece mencionado en varias leyendas. Cuenta la mitología que la diosa Atenea, en su afán porque su templo en la Acrópolis estuviese más elevado y cerca del cielo, decidió transportar una gran roca de piedra caliza desde la península de Palene para colocarla sobre la colina de la Acrópolis. Pero al recibir la noticia de que la cesta donde se encontraba Erictonio había sido abierta, se sobresaltó, y dejó caer la gran roca formando así el monte Licabeto.
Historias populares sugieren que una vez fue el refugio de lobos («lycos» en griego), posiblemente el origen de su nombre (significa "la colina caminada por lobos"), debido a que en la antigüedad era un refugio donde residían bastantes de estos animales. Este dramático afloramiento de piedra caliza en la cima definitivamente parece una montaña, pero sus laderas más bajas están cubiertas de distritos residenciales, incluidas las casas caras y los bloques de pisos del distrito de Kolonaki.
Antiguamente, donde hoy se encuentra la capilla dedicada a San Jorge, se encontraba un pequeño templo dedicado a Zeus. El aspecto de la colina cambió durante la ocupación turca, tras la cual el monte quedó completamente despoblado, A partir de 1880 se decidió transformar la colina en un verde y frondoso monte, adquiriendo el aspecto que hoy luce; esto se consiguió gracias a grandes trabajos de reforestación llevados a cabo durante 1880 y 1915, que logró convertir la colina en el denso monte que es ahora.

Atenas vista desde el monte Licabeto.